# Кате
Кате (фр. Catheux) насеље је и општина у североисточној Француској у региону Пикардија, у департману Оаза која припада префектури Бове.
По подацима из 2011. године у општини је живело 118 становника, а густина насељености је износила 10,02 становника/km². Општина се простире на површини од 11,78 km². Налази се на средњој надморској висини од 103 метара (максималној 177 m, а минималној 87 m).

## Демографија
| 1962. | 1968. | 1975. | 1982. | 1990. | 1999. | 2011. |
| ----- | ----- | ----- | ----- | ----- | ----- | ----- |
| 103   | 127   | 95    | 92    | 92    | 114   | 118   |

График промене броја становника у току последњих година